# SMX
El Cicle formatiu de grau mitjà de sistemes microinformàtics proporciona els coneixements necessaris per instal·lar i mantenir serveis sobre xarxes fixes i mòbils, serveis d'Internet i els sistemes informàtics monousuari i multiusuari, i prestar suport a la persona usuària.

## Normativa

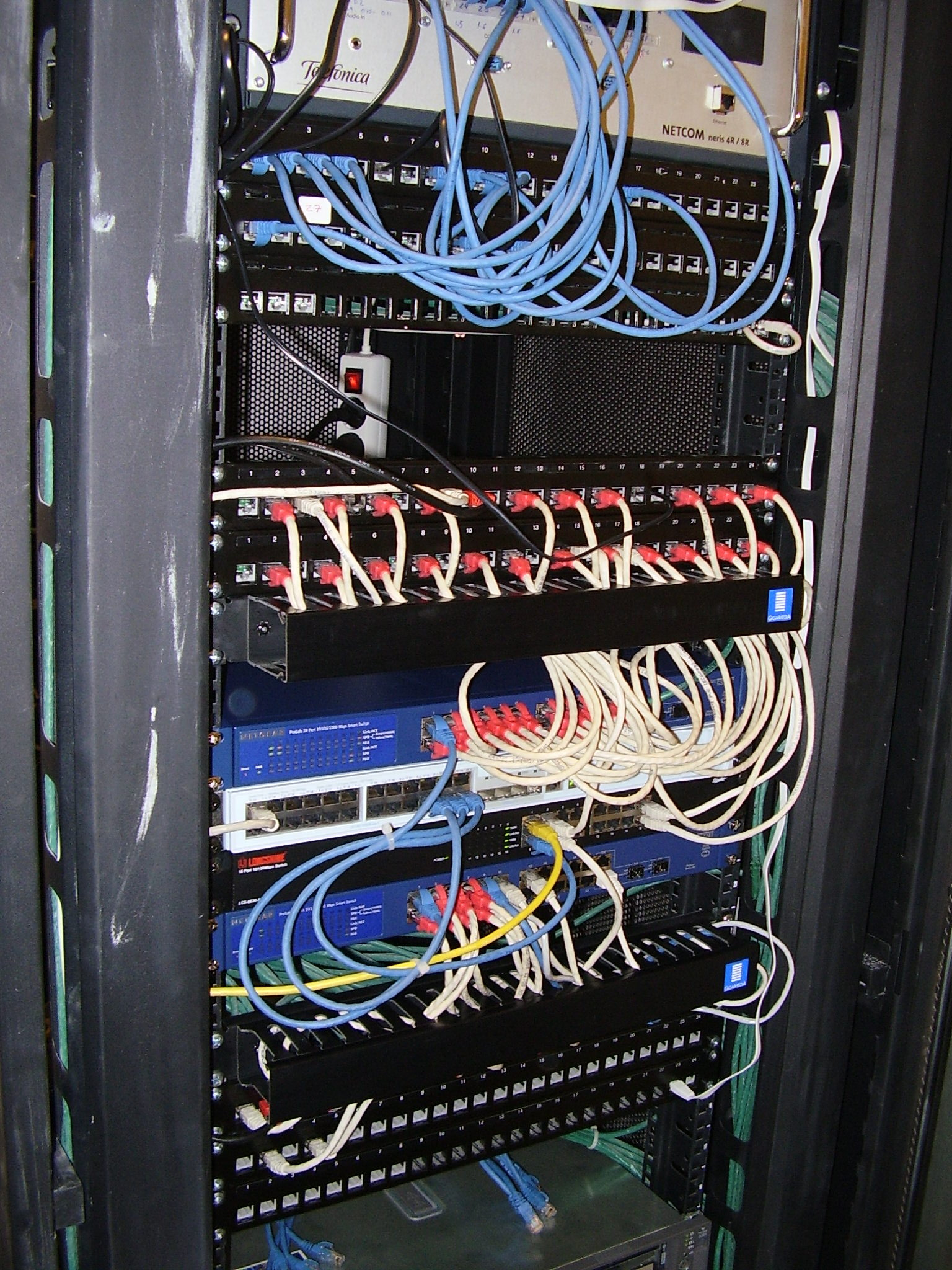
Patch Panel

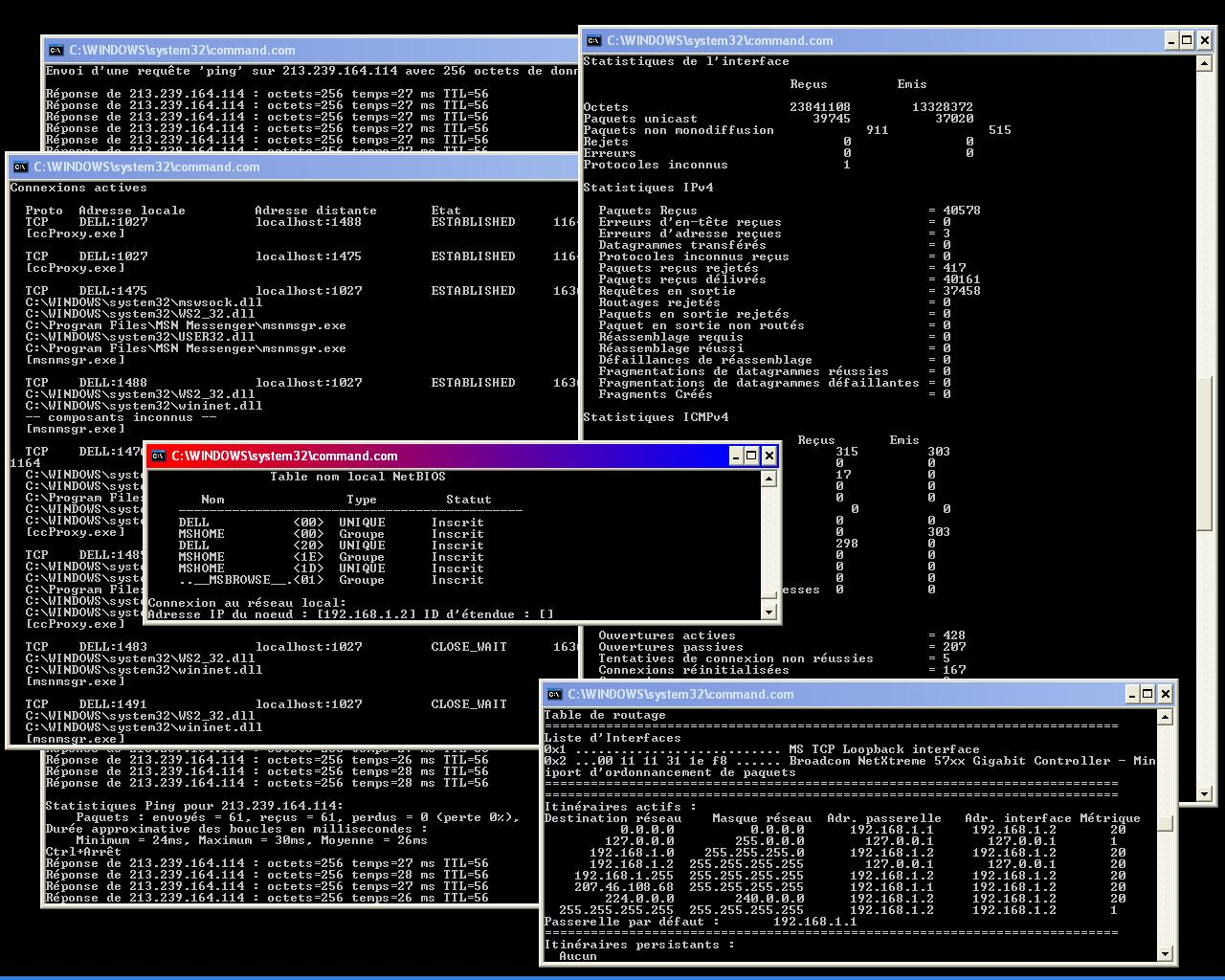
Exemples comandes

Logo Windows

- RD 1691/2007 BOE núm. 15, de 17 de gener de 2008
- RD de Currículum en elaboració actualment

## Pla d'estudis[1]
- Muntatge i manteniment d'equip

| Electricitat a l'ordinador            |
| Components d'un equip microinformàtic |
| Manteniment d'equips microinformàtics |
| Muntatge d'un equip microinformàtic   |
| Noves tendències de muntatge          |
| Instal·lació de programari            |
- Sistemes operatius monoestació

| Introducció als sistemes operatius. |
| Sistemes operatius propietaris.     |
| Sistemes operatius lliures.         |
- Aplicacions ofimàtiques

| Aplicacions ofimàtiques i atenció a l'usuari |
| El correu i l'agenda electrònica             |
| Processadors de text                         |
| Fulls de càlcul                              |
| Bases de dades                               |
| Imatge i vídeo – Presentacions               |
- Sistemes operatius en xarxa

| Sistemes operatius propietaris en xarxa. |
| Sistemes operatius lliures en xarxa.     |
| Compartició de recursos i seguretat.     |
| Integració de sistemes operatius.        |
- Xarxes locals

| Introducció a les xarxes locals.            |
| Configuració de commutadors i encaminadors. |
| Resolució d'incidències en xarxes locals.   |
- Seguretat informàtica

| Seguretat passiva.                            |
| Còpies de seguretat.                          |
| Legislació de seguretat i protecció de dades. |
| Seguretat activa.                             |
| Tallafocs i monitoratge de xarxes.            |
- Serveis en xarxa

| Configuració de la xarxa (DNS i DHCP).    |
| Correu electrònic i transmissió d'arxius. |
| Servidor web i proxy.                     |
| Accés a sistemes remots.                  |
- Aplicacions web

| Ofimàtica i eines web.      |
| Gestors d'arxius web.       |
| Gestors de continguts.      |
| Portals web d'aprenentatge. |
- Empresa i iniciativa empresarial

| Empresa i iniciativa emprenedora. |
- Formació i orientació laboral

| Incorporació al treball.      |
| Prevenció de riscos laborals. |
- Formació en centres de treball

## Competències professionals[1]
Instal·lar, configurar i mantenir sistemes microinformàtics, aïllats o en xarxa, així com xarxes locals en petits entorns, assegurant la seva funcionalitat i aplicant els protocols de qualitat, seguretat i respecte al medi ambient establerts.

## Àmbit professional[1]
Empreses del sector de serveis que es dediquin a la comercialització, al muntatge i a la reparació d'equips, xarxes i serveis microinformàtics en general, com a part del suport informàtic de l'organització o en entitats de qualsevol mida i sector productiu que utilitzen sistemes microinformàtics i xarxes de dades per a la seva gestió.

### Sortides professionals[1]
- Tècnic/a instal·lador/a mantenidor/a d'equips informàtics
- Tècnic/a de suport informàtic
- Tècnic/a de xarxes de dades
- Reparador/a de perifèrics de sistemes microinformàtics
- Comercial de microinformàtica
- Operador/a de teleassistència
- Operador/a de sistemes

## Titulació i estudis
L'alumne obtindrà el següent títol:
Tècnic/a en Sistemes microinformàtics i Xarxes